# Bay of Kings
Bay of Kings è un album musicale di Steve Hackett uscito nel 1983. Fu il settimo pubblicato dal chitarrista come solista ed è caratterizzato dal fatto di raccogliere brani di impostazione classica. L'album non venne pubblicato dall'etichetta Charisma Records (con la quale erano stati pubblicati gli album precedenti di Hackett) perché considerato troppo poco commerciale, Hackett lasciò perciò l'etichetta e pubblicò l'album con l'etichetta indipendente Lamborghini Records.
L'album è stato ripubblicato nel 2007 dalla Camino Records con tre bonus track.

## Musicisti

### Artista
- Steve Hackett: chitarra classica, chitarra acustica, tastiere e voce

### Altri musicisti
- John Hackett: tastiere e flauto traverso
- Nick Magnus: tastiere

## Tracce
1. Bay of Kings – 4:57
2. The Journey – 4:15
3. Kim – 2:25
4. Marigold – 3:37
5. St. Elmo's Fire – 3:08
6. Petropolis – 2:46
7. Second Chance – 1:59
8. Cast Adrift – 2:15
9. Horizons – 1:47
10. Black Light – 2:32
11. The Barren Land – 3:46
12. Calmaria – 3:23

### Bonus tracks nell'edizione del 2007
1. Time Lapse at Milton Keynes – 3:57
2. Tales of the Riverbank  – 2:02 (tradizionale)
3. Skye Boat Song – 1:37 (tradizionale)

- Tutti i brani sono di Steve Hackett tranne dove indicato.